# Бисмарк (Северная Дакота)
Би́смарк (англ. Bismarck) — город в США, столица штата Северная Дакота и административный центр округа Берли (англ. Burleigh County).

## История
До прибытия белых поселенцев территорию занимало племя манданов, занимавшееся охотой и земледелием (манданы были единственным племенем северной и центральной части Великих прерий, занимавшимся земледелием. Вместе с их не типичным для индейцев этих мест внешним видом, это породило множество гипотез о манданах как ассимилировавшихся потомках поселений викингов в Винланде). Первыми европейцами, пришедшими в эти земли, были французские охотники и торговцы. В 1805 году здесь переправилась через Миссури экспедиция Льюиса и Кларка.
Город был основан в 1872 году на том самом месте, где экспедиция пересекла реку, и первоначально получил название Эдвинтон, в честь главного инженера Северо-Тихоокеанской железной дороги Эдвина Джонсона. В то время США испытывали наплыв германских иммигрантов. В надежде привлечь их (а также германские инвестиции), город в 1873 году был переименован в честь Отто фон Бисмарка. Расчёт в значительной мере оправдался, почти 60 % горожан и поныне составляют потомки немецких переселенцев. В 1883 году Бисмарк стал столицей территории Дакота, а с 1889 года — штата Северная Дакота.

## География и климат

### Географические сведения
Бисмарк находится на высоте 514 м над уровнем моря, между географическими центрами США и Северной Америки, примерно на широте Северного Крыма или Северной части Каспийского моря. Город стоит на реке Миссури на плато Миссури, в середине Великих прерий.

### Климат
Климат в городе резко континентальный, близкий к полупустынному, с морозной зимой (−10,7 °C) и жарким летом (+20,8 °C). Самая высокая температура — +45 °C (6 июля 1936), самая низкая — −45 °C (16 февраля 1936). Осадков выпадает около 440—460 мм в год, в основном в летние месяцы.
| Показатель                    | Янв.  | Фев.  | Март  | Апр.  | Май   | Июнь | Июль | Авг. | Сен.  | Окт.  | Нояб. | Дек.  | Год   |
| ----------------------------- | ----- | ----- | ----- | ----- | ----- | ---- | ---- | ---- | ----- | ----- | ----- | ----- | ----- |
| Абсолютный максимум, °C       | 17,2  | 20,0  | 27,2  | 33,9  | 38,9  | 43,9 | 45,6 | 42,8 | 40,6  | 35,0  | 26,1  | 18,9  | 45,6  |
| Средний суточный максимум, °C | −4,8  | −2,1  | 4,7   | 13,9  | 20,2  | 25,2 | 29,3 | 28,6 | 22,3  | 14,2  | 4,2   | −3,2  | 12,7  |
| Средняя температура, °C       | −10,7 | −7,7  | −1,2  | 6,6   | 13,1  | 18,2 | 21,7 | 20,8 | 14,7  | 7,1   | −1,6  | −8,8  | 6,0   |
| Средний суточный минимум, °C  | −16,6 | −13,4 | −7    | −0,7  | 5,9   | 11,1 | 14,1 | 13,1 | 7,2   | 0,1   | −7,3  | −14,4 | −0,7  |
| Абсолютный минимум, °C        | −42,8 | −42,8 | −37,8 | −24,4 | −10,6 | −1,1 | 0,0  | 0,0  | −12,2 | −23,3 | −34,4 | −41,7 | −42,8 |
| Норма осадков, мм             | 11    | 13    | 22    | 32    | 61    | 81   | 73   | 58   | 40    | 32    | 18    | 12    | 453   |
| Источник: Погода и климат     |       |       |       |       |       |      |      |      |       |       |       |       |       |

## Население
По данным переписи 2010 года в Бисмарке проживало 62 272 человека, это второй по численности город штата после Фарго. Имелось 27 263 домохозяйства и 15 624 семьи.
Расовый состав населения:
- белые — 92,4 %
- индейцы — 4,5 %
- латиноамериканцы (всех рас) — 1,3 %
- чёрные — 0,7 %

Три четверти населения — люди немецкого (57,9 %) и норвежского (18,2 %) происхождения. Количество жителей русского (7,7 %) происхождения в 1,5 раза больше, чем английского (5,0 %).
Среднегодовой доход на душу населения — 20 789 долларов США (данные 2000 года). Средний возраст горожан — 38 лет. Уровень преступности значительно ниже среднего по США.

## Экономика
Как и в большинстве столиц штатов, основная часть экономически активного населения занята в государственном секторе различных уровней (федерального, штатного и муниципального), образовании и здравоохранении.
Крупнейшие работодатели:
- правительство штата Северная Дакота
- медицинский центр One Health Systems
- госпиталь Св. Алексия
- городское управление школ
- правительство США

В частном секторе крупнейшими работодателями являются энергетическая компания MDU Resources, розничная сеть Walmart и страховая компания Aetna.

## Транспорт
Муниципальный аэропорт Бисмарка (Bismarck Municipal Airport (IATA: BIS, ICAO: KBIS)) расположен в 5 километрах к юго-востоку от центра города. Регулярные пассажирские рейсы совершаются в Денвер, Лас-Вегас, Миннеаполис и Финикс. Пассажирооборот 194 тыс. человек в год (2010).
Через город проходит железнодорожная линия компании BNSF Railway, но пассажирское сообщение не осуществляется с 1979 года.
Основные автомобильные дороги, проходящие через Бисмарк — межштатное шоссе I-94 и скоростная дорога US 83.
Общественный транспорт представлен 11-ю автобусными маршрутами под управлением компании Capital Area Transit System.

## Спорт
В Бисмарке есть профессиональные и непрофессиональные спортивные клубы, которые, однако, участвуют лишь в малых американских лигах. Также в городе развита лёгкая атлетика.